# Stelling van Bonnet (differentiaalmeetkunde)
In de differentiaalmeetkunde, een deelgebied van de wiskunde, of meer precies in de theorie van de oppervlakken in de euclidische ruimte, stelt de stelling van Bonnet dat de eerste- en tweede fundamentele vorm een oppervlak in {\displaystyle \mathbb {R} ^{3}} afgezien van een rigide beweging uniek bepalen. De stelling werd omstreeks 1860 door Pierre Ossian Bonnet bewezen.
Deze stelling moet niet met de stelling van Bonnet-Myers worden verward.